# Associazione Calcio Milan 1955-1956
Questa voce raccoglie le informazioni riguardanti l'Associazione Calcio Milan nelle competizioni ufficiali della stagione 1955-1956.

## Stagione
La stagione 1955-1956 vede il Milan impegnato in tre tornei.
In campionato i rossoneri chiudono secondi alle spalle della Fiorentina, dopo aver concluso anche il girone d'andata al secondo posto, sempre dietro ai viola. Alla fine del torneo sono 12 i punti di distacco tra toscani e Milan battuto nello scontro diretto sia all'andata che al ritorno. Gunnar Nordahl è ancora il capocannoniere tra i rossoneri, ma le sue 23 reti non sono sufficienti per conquistare la classifica dei marcatori di serie A.
In Coppa dei Campioni il club raggiunge, dopo le vittorie con Saarbrücken (7-5) e Rapid Vienna (8-3), le semifinali. Qui affronta in una doppia sfida i Campioni di Spagna e futuri vincitori delle prime cinque edizioni di questa nuova competizione: il Real Madrid. Nell'andata, giocatasi in terra iberica, i Blancos hanno la meglio e si impongono per 4-2. Nella partita di ritorno, la vittoria per 2-1 da parte dei Diavoli non basta a ribaltare le sorti della doppia sfida.
Nel giugno del 1956, si svolge a Milano la penultima edizione della Coppa Latina: i rossoneri vi partecipano al posto della Fiorentina rinunciataria e conquistano il trofeo per la seconda volta in quattro partecipazioni. In semifinale infatti il Benfica viene superato per 4-2 e in finale l'Athletic Bilbao viene sconfitto 3-1 grazie ai gol dell'esordiente Osvaldo Bagnoli, del nuovo arrivato Giorgio Dal Monte e di Schiaffino.
Al termine della stagione Nordahl, dopo 257 presenze e 221 gol (record del club), due Scudetti due Coppe Latine e cinque titoli di capocannoniere, lascia il Milan per trasferirsi alla Roma.
Nel 1955 il Milan trasferisce la sua sede da Corso Venezia 36 a via Andegari 4.

## Divise
| Casa | Trasferta |

## Organigramma societario
Area direttiva
- Presidente: Andrea Rizzoli

Area tecnica
- Allenatore: Héctor Puricelli

Area medica
- Medico sociale: Crivelli
- Massaggiatore: Mario Ferrario

## Rosa

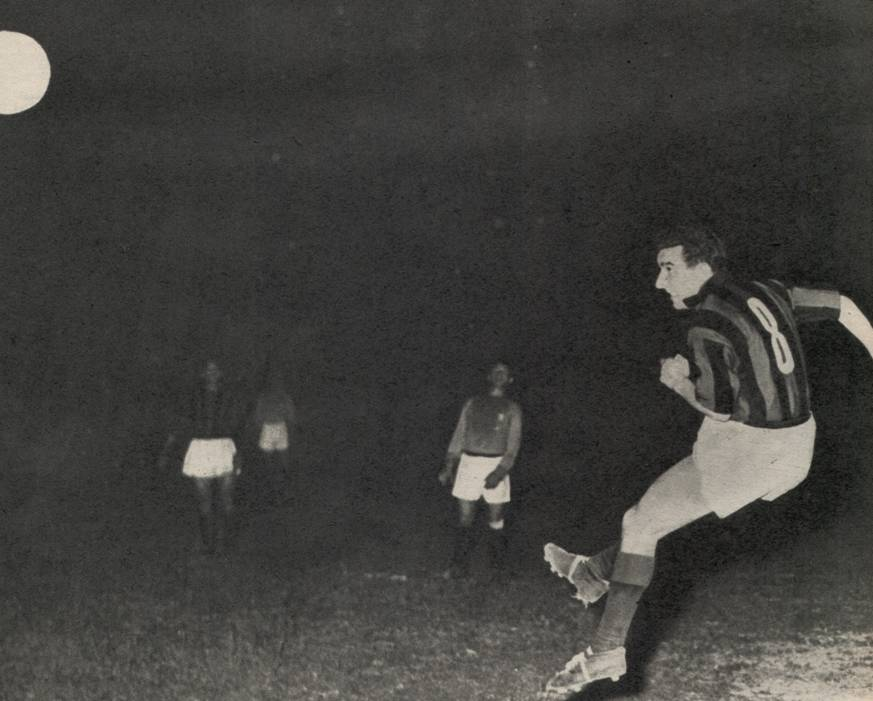
Il giovane neoacquisto Osvaldo Bagnoli in azione

| N. |                   | Ruolo | Calciatore        |
| -- | ----------------- | ----- | ----------------- |
|    | Italia (bandiera) | P     | Lorenzo Buffon    |
|    | Italia (bandiera) | P     | Santino Ciceri    |
|    | Italia (bandiera) | D     | Cesare Maldini    |
|    | Italia (bandiera) | D     | Franco Pedroni    |
|    | Italia (bandiera) | D     | Luigi Radice      |
|    | Italia (bandiera) | D     | Francesco Zagatti |
|    | Italia (bandiera) | C     | Osvaldo Bagnoli   |
|    | Italia (bandiera) | C     | Eros Beraldo      |
|    | Italia (bandiera) | C     | Mario Bergamaschi |
|    | Italia (bandiera) | C     | Giorgio Dal Monte |
|    | Italia (bandiera) | D     | Eros Fassetta     |

| N. |                   | Ruolo | Calciatore                     |
| -- | ----------------- | ----- | ------------------------------ |
|    | Italia (bandiera) | C     | Gianfranco Ganzer              |
|    | Svezia (bandiera) | C     | Nils Liedholm                  |
|    | Italia (bandiera) | C     | Eduardo Ricagni                |
|    | Italia (bandiera) | C     | Juan Alberto Schiaffino        |
|    | Italia (bandiera) | C     | Omero Tognon (capitano)        |
|    | Italia (bandiera) | A     | Italo Carminati                |
|    | Italia (bandiera) | A     | Amleto Frignani                |
|    | Italia (bandiera) | A     | Amos Mariani                   |
|    | Svezia (bandiera) | A     | Gunnar Nordahl (vice capitano) |
|    | Italia (bandiera) | A     | Valentino Valli                |
|    | Italia (bandiera) | A     | Albano Vicariotto              |

## Calciomercato
| Acquisti | Acquisti          | Acquisti     | Acquisti |
| R.       | Nome              | da           | Modalità |
| -------- | ----------------- | ------------ | -------- |
| C        | Osvaldo Bagnoli   | Ausonia 1931 | -        |
| A        | Italo Carminati   | Piacenza     | -        |
| A        | Giorgio Dal Monte | Genoa        | -        |
| D        | Gianfranco Ganzer | Triestina    | -        |
| A        | Amos Mariani      | Fiorentina   | -        |

| Cessioni | Cessioni             | Cessioni    | Cessioni |
| R.       | Nome                 | a           | Modalità |
| -------- | -------------------- | ----------- | -------- |
| D        | Alfio Fontana        | Triestina   | -        |
| A        | Giancarlo Magnavacca | Cremonese   | -        |
| D        | Arturo Silvestri     | Verona      | -        |
| A        | Jørgen Sørensen      | Odense      | -        |
| P        | Riccardo Toros       | Fiorentina  | -        |
| C        | Alessandro Vitali    | Alessandria | -        |

## Risultati

### Serie A

#### Girone di andata
| Arbitro: | Liverani (Torino) |

|                                                |           |                                        |
| Zagatti 5’ (aut.) Brugola 25’, 55’ Longoni 52’ | Marcatori | 18’ Schiaffino 43’ Mariani 75’ Nordahl |

| Arbitro: | Maurelli (Roma) |

|                                                                |           |                  |
| Nordahl 20’, 73’ Dal Monte 29’ Schiaffino 42’, 67’ Mariani 78’ | Marcatori | 3’ (aut.) Tognon |

| Arbitro: | Jonni (Macerata) |

|           |           |                                                       |
| Pison 64’ | Marcatori | 1’ Mariani 26’, 56’ (rig.) Dal Monte 40’, 42’ Nordahl |

| Milano 9 ottobre 1955 4ª giornata | Milan           | 0 – 0 | Napoli | Stadio San Siro (45 000 spett.)\| Arbitro: \| Rigato (Mestre) \| |
| Arbitro:                          | Rigato (Mestre) |       |        |                                                                  |

| Arbitro: | Piemonte (Monfalcone) |

|                      |           |             |
| Nesti 4’ Lorenzi 39’ | Marcatori | 35’ Nordahl |

| Arbitro: | Jonni (Macerata) |

|          |           |                                     |
| Zaro 88’ | Marcatori | 5’ Schiaffino 64’ Nordahl 81’ Valli |

| Arbitro: | Moriconi (Roma) |

|                  |           |  |
| Nordahl 29’, 81’ | Marcatori |  |

| Arbitro: | Orlandini (Roma) |

|                                              |           |           |
| Pestrin 3’ Frizzi 68’ (rig.) Carapellese 81’ | Marcatori | 78’ Valli |

| Milano 13 novembre 1955 9ª giornata | Milan            | 0 – 0 | Lanerossi Vicenza | Stadio San Siro (30 000 spett.)\| Arbitro: \| Bonetto (Torino) \| |
| Arbitro:                            | Bonetto (Torino) |       |                   |                                                                   |

| Arbitro: | Liverani (Torino) |

|  |           |                          |
|  | Marcatori | 13’ Montuori 15’ Virgili |

| Arbitro: | Rigato (Mestre) |

|             |           |             |
| La Rosa 67’ | Marcatori | 62’ Nordahl |

| Arbitro: | Lo Bello (Siracusa) |

|                                 |           |             |
| Ricagni 30’ Schiaffino 37’, 67’ | Marcatori | 48’ Colella |

| Arbitro: | Jonni (Macerata) |

|                             |           |                                             |
| Marzani 9’, 78’ Savioni 83’ | Marcatori | 11’, 71’ Nordahl 52’ Ricagni 59’ Schiaffino |

| Arbitro: | Jonni (Macerata) |

|                                             |           |           |
| Schiaffino 22’ Nordahl 26’, 77’ Ricagni 71’ | Marcatori | 63’ Nyers |

| Arbitro: | Orlandini (Roma) |

|               |           |             |
| Moltrasio 26’ | Marcatori | 84’ Mariani |

| Arbitro: | Marchese (Napoli) |

|                              |           |  |
| Dal Monte 26’, 58’ Valli 81’ | Marcatori |  |

| Arbitro: | Bernardi (Bologna) |

|                             |           |                                 |
| Muccinelli 49’ Olivieri 52’ | Marcatori | 15’, 35’ Dal Monte 30’ Liedholm |

#### Girone di ritorno
| Arbitro: | Bonetto (Torino) |

|                                               |           |             |
| Schiaffino 48’, 89’ Dal Monte 51’ Nordhal 73’ | Marcatori | 88’ Rozzoni |

| Arbitro: | Jonni (Macerata) |

|                 |           |                           |
| Tortul 35’, 39’ | Marcatori | 7’ Schiaffino 29’ Ricagni |

| Arbitro: | Moriconi (Roma) |

|                                                              |           |                |
| Nordhal 9’ Pison 27’ (aut.) Dal Monte 39’ (rig.) Ricagni 72’ | Marcatori | 69’ Bonistalli |

| Arbitro: | Bernardi (Bologna) |

|                  |           |  |
| Vinicio 70’, 78’ | Marcatori |  |

| Arbitro: | Piemonte (Monfalcone) |

|             |           |                 |
| Nordhal 67’ | Marcatori | 77’, 81’ Massei |

| Arbitro: | Grillo (Afragola) |

|                |           |  |
| Schiaffino 90’ | Marcatori |  |

| Arbitro: | Moriconi (Roma) |

|  |           |   |
|  | Marcatori | . |

| Arbitro: | Rigato (Mestre) |

|                                                     |           |                 |
| Cardoni 1’ (aut.) Delfino 22’ (aut.) Schiaffino 53’ | Marcatori | 74’, 78’ Frizzi |

| Arbitro: | Jonni (Macerata) |

|                   |           |                                        |
| Buffon 47’ (aut.) | Marcatori | 10’ Dal Monte 18’ Valli 90’ Schiaffino |

| Arbitro: | Orlandini (Roma) |

|                            |           |  |
| Prini 16’ Virgili 37’, 62’ | Marcatori |  |

| Arbitro: | De Gregorio (Legnano) |

|                               |           |                            |
| Nordhal 9’, 64’ Dal Monte 35’ | Marcatori | 31’, 70’ Orzan 50’ Borsani |

| Arbitro: | Roman |

|  |           |   |
|  | Marcatori | . |

| Arbitro: | Lo Bello (Siracusa) |

|                                             |           |                       |
| Nordhal 19’, 48’ Schiaffino 68’ Bagnoli 69’ | Marcatori | 50’ Piccioni 51’ Arce |

| Arbitro: | Bonetto (Torino) |

|  |           |   |
|  | Marcatori | . |

| Arbitro: | Orlandini (Roma) |

|                                      |           |            |
| Frignani 40’ Mariani 62’ Nordhal 75’ | Marcatori | 51’ Pellis |

| Arbitro: | Friedl |

|                           |           |                |
| Pozzan 40’ Cervellati 52’ | Marcatori | 75’ Schiaffino |

| Arbitro: | Bonetto (Torino) |

|            |           |                                                |
| Nordhal 5’ | Marcatori | 7’ Bettini 10’ (rig.) Carradori 63’ Muccinelli |

### Coppa dei Campioni
| Arbitro: | Dienst |

|                                           |           |                                                |
| Frignani 15’ Schiaffino 33’ Dal Monte 37’ | Marcatori | 5’ Krieger 41’ Philippi 67’ Schirra 69’ Martin |

| Arbitro: | Schipper |

|             |           |                                           |
| Binkert 32’ | Marcatori | 8’, 76’ Valli 74’ (aut.) Puff 86’ Beraldo |

| Arbitro: | Vlcek |

|                   |           |             |
| Korner 28’ (rig.) | Marcatori | 20’ Nordhal |

| Arbitro: | Horn |

|                                                                           |           |                        |
| Mariani 15’ Nordhal 22’, 49’ Ricagni 26’, 62’ Frignani 56’ Schiaffino 75’ | Marcatori | 30’ Golobic 58’ Dienst |

| Arbitro: | Harzig |

|                                                     |           |                           |
| Rial 6’ Joseito 25’ (rig.) Olsen 40’ Di Stefano 63’ | Marcatori | 9’ Nordhal 30’ Schiaffino |

| Arbitro: | Steiner |

|                                  |           |             |
| Dal Monte 69’ (rig.), 86’ (rig.) | Marcatori | 65’ Joseito |

### Coppa Latina
| Arbitro: | Arqua |

|                                             |           |                       |
| Mariani 19’ Schiaffino 40’, 58’ Bagnoli 73’ | Marcatori | 52’ Coluna 65’ Caiado |

| Arbitro: | Guigue |

|                                          |           |             |
| Bagnoli 21’ Dal Monte 80’ Schiaffino 88’ | Marcatori | 50’ Arteche |

## Statistiche

### Statistiche di squadra
| Competizione       | Punti | In casa | In casa | In casa | In casa | In casa | In casa | In trasferta | In trasferta | In trasferta | In trasferta | In trasferta | In trasferta | Totale | Totale | Totale | Totale | Totale | Totale | DR  |
| Competizione       | Punti | G       | V       | N       | P       | Gf      | Gs      | G            | V            | N            | P            | Gf           | Gs           | G      | V      | N      | P      | Gf     | Gs     | DR  |
| ------------------ | ----- | ------- | ------- | ------- | ------- | ------- | ------- | ------------ | ------------ | ------------ | ------------ | ------------ | ------------ | ------ | ------ | ------ | ------ | ------ | ------ | --- |
| Serie A            | 41    | 17      | 11      | 3       | 3       | 42      | 20      | 17           | 5            | 6            | 6            | 28           | 28           | 34     | 16     | 9      | 9      | 70     | 48     | +22 |
| Coppa dei Campioni | -     | 3       | 2       | 0       | 1       | 12      | 7       | 3            | 1            | 1            | 1            | 7            | 6            | 6      | 3      | 1      | 2      | 19     | 13     | +6  |
| Coppa Latina       | -     | 2       | 2       | 0       | 0       | 7       | 3       | 0            | 0            | 0            | 0            | 0            | 0            | 2      | 2      | 0      | 0      | 7      | 3      | +4  |
| Totale             | -     | 22      | 15      | 3       | 4       | 61      | 30      | 20           | 6            | 7            | 7            | 35           | 34           | 42     | 21     | 10     | 11     | 96     | 64     | +32 |

### Statistiche dei giocatori
| Giocatore        | Serie A  | Serie A | Coppa dei Campioni | Coppa dei Campioni | Coppa Latina | Coppa Latina | Totale   | Totale |
| Giocatore        | Presenze | Reti    | Presenze           | Reti               | Presenze     | Reti         | Presenze | Reti   |
| ---------------- | -------- | ------- | ------------------ | ------------------ | ------------ | ------------ | -------- | ------ |
| O. Bagnoli       | 8        | 1       | 0                  | 0                  | 2            | 2            | 10       | 3      |
| E. Beraldo       | 19       | 0       | 3                  | 1                  | 0            | 0            | 22       | 1      |
| M. Bergamaschi   | 25       | 0       | 4                  | 0                  | 0            | 0            | 29       | 0      |
| L. Buffon        | 33       | -45     | 5                  | -12                | 2            | -3           | 40       | -60    |
| I. Carminati     | 5        | 0       | 1                  | 0                  | 0            | 0            | 6        | 0      |
| S. Ciceri        | 1        | -3      | 1                  | -1                 | 0            | 0            | 2        | -4     |
| G. Dal Monte     | 21       | 11      | 5                  | 3                  | 2            | 1            | 28       | 15     |
| E. Fassetta      | 1        | 0       | 0                  | 0                  | 1            | 0            | 2        | 0      |
| A. Frignani      | 18       | 1       | 2                  | 2                  | 2            | 0            | 22       | 3      |
| G. Ganzer        | 9        | 0       | 3                  | 0                  | 0            | 0            | 12       | 0      |
| N. Liedholm      | 31       | 1       | 6                  | 0                  | 2            | 0            | 39       | 1      |
| C. Maldini       | 22       | 0       | 6                  | 0                  | 2            | 0            | 30       | 0      |
| A. Mariani       | 26       | 5       | 3                  | 1                  | 2            | 1            | 31       | 7      |
| G. Nordahl       | 32       | 23      | 5                  | 4                  | 0            | 0            | 37       | 27     |
| F. Pedroni       | 23       | 0       | 4                  | 0                  | 1            | 0            | 28       | 0      |
| L. Radice        | 8        | 0       | 1                  | 0                  | 2            | 0            | 11       | 0      |
| E. Ricagni       | 17       | 5       | 3                  | 2                  | 0            | 0            | 20       | 7      |
| J. A. Schiaffino | 29       | 16      | 6                  | 3                  | 2            | 3            | 37       | 22     |
| O. Tognon        | 8        | 0       | 1                  | 0                  | 0            | 0            | 9        | 0      |
| V. Valli         | 11       | 4       | 2                  | 2                  | 0            | 0            | 13       | 6      |
| A. Vicariotto    | 0        | 0       | 1                  | 0                  | 0            | 0            | 1        | 0      |
| F. Zagatti       | 27       | 0       | 4                  | 0                  | 2            | 0            | 33       | 0      |